# Escut de Villena
L'escut de Villena és el símbol representatiu oficial de Villena, municipi del País Valencià, a la comarca de l'Alt Vinalopó. Té el següent blasonament:
| « | Escut quadrilong de punta redona. Quarterat en sautor. Al primer, d'atzur, castell d'or de tres homenatges, aclarit de gules i maçonat de sable. Al segon, d'argent, un lleó de porpra, linguat i armat de gules. Al tercer, de gules, una mà d'argent armada d'una espasa del mateix i sumada d'un mig vol d'or. Al quart, d'or, tres arbres del natural arrencats i terrassats. Sobre el tot, escussó redó: d'atzur amb filiera d'argent, dos peixos d'argent contrapassants posats en pal. Al timbre, corona reial oberta. | » |

## Història
Una de les descripcions més antigues de l'escut de Villena és la següent, que es troba a la Relación enviada al rei Felip II el 1575:
| «                            | (castellà) (..) Y esta çiudad tiene por armas un escudo con un leon a la parte derecha, e a la izquierda, una ala con una espada y en medio, un castillo sobre una peña, y debaxo dellas, tres pinos. Estas quedaron en algunas obras y edifiçios antiguos, que pareçe se hizieron en tienpo del ynfante don Juan Manuel, cuyas fueron dichas ynsignias de armas. | (català) (..) I aquesta ciutat té per armes un escut amb un lleó a la part destra, i a la sinistra, una ala amb una espasa i, en mig, un castell sobre una penya, i a sota d'elles, tres pins. Aquestes quedaren en algunes obres i edificis antics, que sembla que es feren en temps de l'infant en Joan Manuel, del qual foren les dites insígnies d'armes. | » |
| — Relación de Villena, 1575. | | |   |

El lleó i la mà alada són herència de l'infant Joan Manuel, senyor de la ciutat. El castell recorda la pertinença històrica de la vila a la Corona de Castella, i els tres pins i l'estany fan referència al paratge natural de la llacuna de Villena, la seva major font de riquesa. La corona, tradicionalment de marquès, és en record del marquesat de Villena, títol nobiliari concedit per Joan II de Castella a Juan Pacheco.
L'escut tradicional de Villena, d'ús molt antic, fou oficialitzat per l'Ajuntament el 25 de novembre de 2010, segons un disseny realitzat per professors en heràldica i catedràtics organitzats per Inocencio Galindo, professor de la Universitat de València. Fins que no es va oficialitzar, hi hagué desacord en la posició de la figura del lleó: uns defensaven la figura tal com hi era a l'últim escut que utilitzà l'Ajuntament, i altres consideraven que hauria hagut d'intercanviar-se l'ordre dels quarters segon i tercer, i que el lleó mirara a la destra, com es veu en el segell que feia servir el municipi des de, si més no, 1477 fins al 1918; i d'acord amb l'escut de l'infant Joan Manuel, com el que es troba al convent de San Pablo de Peñafiel, que ell va manar construir i on està soterrat.
Finalment, d'acord amb la resolució de 4 d'octubre de 2012 del conseller de Presidència, publicada al DOCV núm. 6.886 de 22 d'octubre de 2012, la Generalitat Valenciana rehabilitava l'escut històric d'ús immemorial.